# Schadzka z Wenus
Schadzka z Wenus (ang. Meeting Venus) – brytyjsko-japońsko-amerykańsko-węgierski komediodramat z 1991 roku w reżyserii Istvána Szabó. Wyprodukowany przez amerykańskie studio Warner Bros. Główne role w filmach zagrali Glenn Close, Niels Arestrup, Marián Labuda, Victor Poletti, Jay O. Sanders, Maria de Medeiros i Johanna ter Steege.
Premiera filmu miała miejsce 18 września 1991 roku we Francji, 27 września w Wielkiej Brytanii oraz 15 listopada w Stanach Zjednoczonych.

## Opis fabuły
Do Francji przyjeżdża węgierski dyrygent Zoltán Szántó (Niels Arestrup), aby w paryskiej operze zrealizować wystawienie sztuki Wagnera. Jest podekscytowany możliwością współpracy ze znakomitą orkiestrą i solistami. Pragnie stworzyć wielkie widowisko. Nie wszystko jednak przebiega zgodnie z jego wyobrażeniami.

## Obsada
- Glenn Close jako Karin Anderson
- Niels Arestrup jako Zoltán Szántó
- Marián Labuda jako Von Schneider
- Maïté Nahyr jako Maria Krawiecki
- Victor Poletti jako Stefano Del Sarto
- André Champeau jako Etienne Tailleur
- Jay O. Sanders jako Stephen Taylor
- Johanna ter Steege jako Monique Angelo
- Roberto Pollak jako Isaac Partnoi
- François Delaive jako Thomas
- Maria de Medeiros jako Yvonne
- Etienne Chicot jako Toushkau
- Ildikó Bánsági jako Jana
- Dorottya Udvaros jako Edith